# Governatorato di Minya
Il governatorato di Minya o Minia (in arabo محافظة المنيا‎?, Muḥāfaẓat al-Minyā) è un governatorato dell'Egitto. Prende il nome dal suo capoluogo, Minya. Si trova nel centro del paese, a sud della capitale Il Cairo.
Il governatorato è uno dei più popolosi dell'Alto Egitto. Le principali città, oltre al capoluogo, sono (da nord a sud):
- Abu Qirqas
- El Idwa
- Beni Mazar
- Deir Mawas
- Maghagha
- Mallawi
- Matai
- Samalut